# Comuna Mogoșani, Dâmbovița
Mogoșani este o comună în județul Dâmbovița, Muntenia, România, formată din satele Chirca, Cojocaru, Merii, Mogoșani (reședința) și Zăvoiu.

## Așezare
Comuna se află în sud-vestul județului, în apropiere de Găești și este străbătută de râul Argeș. Are o stație pe calea ferată București–Pitești.

## Demografie
Componența etnică a comunei Mogoșani
     Români (91,66%)
     Romi (2,49%)
     Alte etnii (0,07%)
     Necunoscută (5,78%)
Componența confesională a comunei Mogoșani
     Ortodocși (93,06%)
     Alte religii (0,96%)
     Necunoscută (5,97%)
Conform recensământului efectuat în 2021, populația comunei Mogoșani se ridică la 4.051 de locuitori, în scădere față de recensământul anterior din 2011, când fuseseră înregistrați 4.444 de locuitori. Majoritatea locuitorilor sunt români (91,66%), cu o minoritate de romi (2,49%), iar pentru 5,78% nu se cunoaște apartenența etnică. Din punct de vedere confesional, majoritatea locuitorilor sunt ortodocși (93,06%), iar pentru 5,97% nu se cunoaște apartenența confesională.

## Politică și administrație
Comuna Mogoșani este administrată de un primar și un consiliu local compus din 13 consilieri. Primarul, Nicolae Tuță[*], de la Partidul Național Liberal, este în funcție din 1 noiembrie 2024. Începând cu alegerile locale din 2024, consiliul local are următoarea componență pe partide politice:
|  | Partid                    | Consilieri | Componența Consiliului | Componența Consiliului | Componența Consiliului | Componența Consiliului | Componența Consiliului | Componența Consiliului | Componența Consiliului | Componența Consiliului |
|  | ------------------------- | ---------- | ---------------------- | ---------------------- | ---------------------- | ---------------------- | ---------------------- | ---------------------- | ---------------------- | ---------------------- |
|  | Partidul Național Liberal | 8          |                        |                        |                        |                        |                        |                        |                        |                        |
|  | Partidul Social Democrat  | 4          |                        |                        |                        |                        |                        |                        |                        |                        |
|  | Alianța Dreapta Unită     | 1          |                        |                        |                        |                        |                        |                        |                        |                        |

## Istorie
La sfârșitul secolului al XIX-lea, comuna Mogoșani făcea parte din plasa Cobia a județului Dâmbovița și avea în compunere satele Mogoșani, Frăsinei, Puroinica și Tețcoiu, cu 1400 de locuitori. În comună funcționau trei biserici, o școală și o moară de apă. Pe teritoriul actual al comunei funcționa atunci, în aceeași plasă, comuna Cojocaru, cu satele Cojocaru, Meri și Chirca, cu 756 de locuitori și 2 biserici.
În 1925, comuna Mogoșani, cu satele Frăsinei, Mogoșani, Poroinica, Tețcoiu și Zăvoiu Orbului era inclusă în plasa Găești a aceluiași județ și avea o populație de 2850 locuitori. Comuna Cojocaru, cu satele Cojocaru, Kirca și Meri, în aceeași plasă, avea 1083 de locuitori.
În timp, comuna Cojocaru s-a desființat, fiind inclusă în comuna Mogoșani. În 1950, comuna Mogoșani a trecut la raionul Găești din regiunea Argeș, pentru ca în 1968, ea să revină la județul Dâmbovița, reînființat. Structura ei s-a modificat, satele Tețcoiu și Poroinica trecând la comuna Mătăsaru, iar satul Frăsinei fiind absorbit de satul Mogoșani.